# بلدة واشنطن (مقاطعة ماكومب)
واشنطن، مقاطعة ماكومب (بالإنجليزية: Washington Township, Macomb County, Michigan)‏ هي بلدة تقع بولاية ميشيغان في الولايات المتحدة. تبلغ مساحتها 95.3 (كم²)، وترتفع عن سطح البحر 238 م، بلغ عدد سكانها 25139 نسمة في عام تعداد الولايات المتحدة 2010 حسب إحصاء مكتب تعداد الولايات المتحدة وتصل الكثافة السكانية فيها 204.9 نسمة/كم2.

## أعلام
- فرد أندروس

## وصلات خارجية
- washingtontownship.org
- The US50 - Cities and Towns in Michigan State
- Michigan Cities and Towns, Facts, Map, Flag, Colleges, Government, and More